# Kajakarstwo na Letnich Igrzyskach Olimpijskich 1948 – C-2 1000 m mężczyzn
Zawody w kajakarstwie klasycznym kanadyjek (C2) na dystansie 1000 m mężczyzn na Letnich Igrzyskach Olimpijskich 1948 zostały rozegrane 12 sierpnia 1948 r. W zawodach wzięło udział 16 zawodników z 8 państw. Zawody składały się wyłącznie z finału.

## Rezultaty

### Finał
| Poz. | Zawodnik                           | Reprezentacja     | Czas   |
| ---- | ---------------------------------- | ----------------- | ------ |
|      | Jan Brzák Bohumil Kudrna           | Czechosłowacja    | 5:07,1 |
|      | Stephen Lysak Stephen Macknowski   | Stany Zjednoczone | 5:08,2 |
|      | Georges Dransart Georges Gandil    | Kanada            | 5:15,2 |
| 4    | Douglas Bennett Harry Poulton      | Kanada            | 5:20,7 |
| 5    | Karl Molnar Viktor Salmhofer       | Austria           | 5:37,3 |
| 6    | Gunnar Johannson Werner Wettersten | Szwecja           | 5:44,9 |
| 7    | Mike Symons Hugh Van Zwanenberg    | Wielka Brytania   | 5:50,9 |
| -    | Hubert Coomans Jean Dubois         | Belgia            | DNF    |